# Караганда-Сортировочная
Караганда́-Сортиро́вочная (каз. Қарағанды-Сұрыптау) — внеклассная сортировочная железнодорожная станция Казахстанских железных дорог, расположенная в городе Караганда, в жилом массиве Сортировка.

## История
1 февраля 1931 года на Разъезд № 55 (Сортировочная) прибыл первый железнодорожный состав. Об этом событии сейчас напоминает надпись выгравированная на большом белом камне. Вот как описывал это событие Габиден Мустафин:

Далеко на горизонте, в районе бывшего посёлка Компанейского, медленно двигалась тёмная лента — первый поезд, которого так долго ждали в Караганде. Шёл он медленно, очень медленно. Народ нестройно, шумливо двинулся вперёд… Длинный состав тянули два паровоза… Строители торопились. Одни подносили и укладывали на полотно шпалы. Другие подтаскивали рельсы. Дюжие парни, разделившись на пары, прикрепляли рельсы, забивая костыли в шпалы. А позади них медленно полз тяжёлый поезд. Громко выкрикивая приветствия и пожелания успеха, подошли первые группы карагандинских рабочих. Тотчас же они бросились помогать железнодорожникам. Работа пошла живей… Ускорял свой ход и поезд… Длинный железнодорожный состав остановился как раз против трибуны…

Первый состав доставил в город оборудование для шахт и крепёжный лес. А из Караганды повёз первые вагоны угля.
31 декабря 1931 года линия Акмолинск — Караганда-Угольная была сдана в эксплуатацию. В 1934 году была открыта станция Караганда-Сортировочная.
В здании Дворца культуры железнодорожников, построен в 1936 году, открыт в 1937 году, размещался в годы Великой Отечественной войны эвакогоспиталь № 3414. Ныне в ДКЖ проходят концерты, работают развивающие и творческие кружки для детей, танцевальные и спортивные секции.